# Soisalo
Koordinaten: 62° 23′ N, 28° 13′ O
Soisalo wird mehrheitlich als größte Insel Finnlands und größte Binneninsel in Europa betrachtet. Sie liegt in der Region Savo und umfasst 1638 km².
Eine Insel ist definitionsgemäß eine in einem Meer oder Binnengewässer liegende, auch bei Hochwasser über den Wasserspiegel hinausragende Landmasse, die vollständig von Wasser umgeben, die jedoch kein Kontinent ist. Im Fall von Soisalo ist dies der Fall, Soisalo ist von den Seen Kallavesi, Unnukka, Suvasvesi und Kermajärvi umgeben. Teilweise handelt es sich jedoch um recht schmale, flussähnliche Gewässer, so dass der Status Soisalos als Insel nach abweichenden Definitionen des Begriffs Insel jedoch umstritten ist.